# Carlos II de Albret
Carlos II de Albret, señor de Albret, fue un noble y militar francés, nacido el año 1415 y fallecido en 1471, que destacó por su participación en la guerra de los Cien Años.

## Datos familiares
Carlos II de Albret era hijo de Carlos I de Albret y de María de Sully. En 1417, contrajo matrimonio con Ana de Armagnac, naciendo de dicha unión sus hijos Juan I de Albret y Juana II de Albret.

## Datos históricos
Fue miembro del Consejo Real del rey Carlos VII de Francia. Carlos II de Albret prestó su apoyo a Arturo de Richmond durante el episodio de la "detención" de Pierre de Giac; este último murió ahogado por orden del condestable de Richmond el año 1427. 
Carlos II de Albret combatió junto a Juana de Arco, siendo nombrado por Carlos VIII su lugarteniente en el Berry.